# Derek Jackson

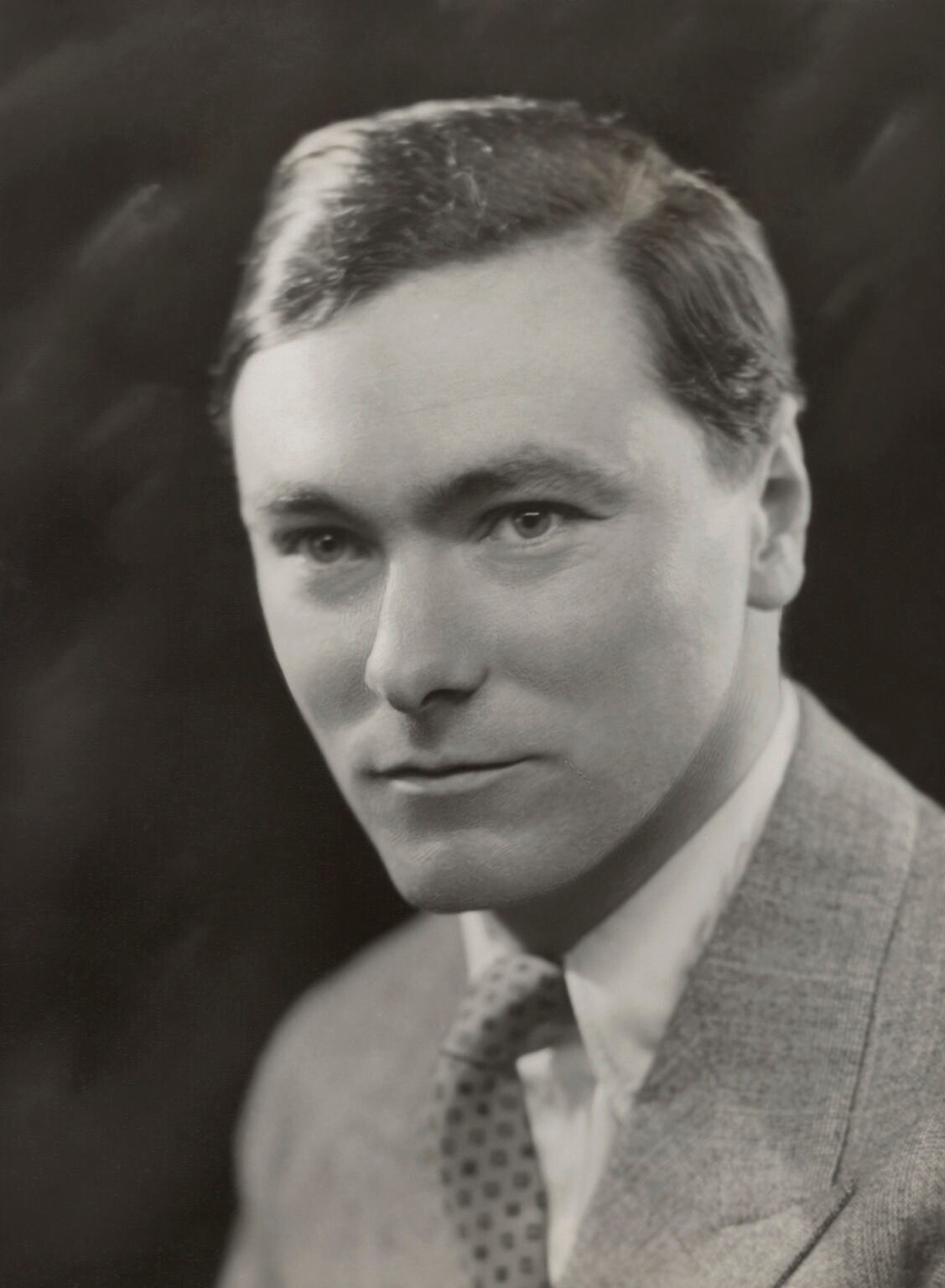
Derek Jackson 1935

Derek Ainslie Jackson (* 23. Juni 1906 im Stadtbezirk Hampstead von London; † 20. Februar 1982 in Lausanne in der Westschweiz) war ein britischer Physiker, der sich mit Atomspektroskopie befasste.

## Leben
Jackson war der Sohn des walisischen Politikers, Landbesitzers, Zeitungsverlegers und Sammlers Charles James Jackson (1849–1923), der Experte für Antiquitäten aus Gold und Silber war, über die er mehrere Bücher schrieb.
Derek Jackson studierte am Trinity College in Cambridge und war danach am Clarendon Laboratory in Oxford unter Frederick Lindemann tätig. Er führte dort frühe Arbeiten zur Hyperfeinstruktur (Einfluss des Kernspins auf das optische Spektrum) aus und beobachtete 1924 die Hyperfeinstruktur im Cäsium-Atom. 1928 erzielte er die erste quantitative Bestimmung eines Kernmoments aus Spektren. In Oxford arbeitete er später eng mit dem deutschen Emigranten Heinrich Gerhard Kuhn zusammen. 1934 promovierte er in Oxford und wurde 1934 Lecturer und 1945 Professor in Oxford. Nach dem Zweiten Weltkrieg ging er (aus steuerlichen Gründen) ins Ausland und setzte seine spektroskopische Arbeit unter anderem in Paris im Forschungslabor Aimé Cotton des Centre national de la recherche scientifique (CNRS) (mit einer Forschungsprofessur in den 1970er Jahren) fort.
1947 wurde er Fellow der Royal Society. Er war Ritter der Ehrenlegion. 1950 war er Gastprofessor an der Ohio State University in Columbus. 1952 bis 1953 war er Honorary Assistant am Dunsink Observatory in Irland.
Neben seiner Tätigkeit als Physiker war er Jockey im Steeplechase-Rennen. 1935 nahm er erstmals am Grand National teil, zuletzt 1946. Er war sechsmal verheiratet, unter anderem mit einer Tochter des walisischen Malers Augustus John, mit Pamela Mitford (einer Schwester von Nancy Mitford) und ab 1966 mit der Schriftstellerin und Gesellschaftsdame Barbara Skelton (1916–1996). In den 1930er Jahren hegte Derek Jackson wie seine damalige Frau Pamela Mitford Sympathien für die Faschisten und fiel durch antisemitische Äußerungen auf.
Im Zweiten Weltkrieg wurde er bei der Royal Air Force unter anderem als Navigator in Nachtjägern eingesetzt. Für seine Verdienste wurde er mit den Order of the British Empire, dem Air Force Cross und dem Distinguished Flying Cross geehrt. Er spielte auch eine Rolle in den Tests von Folienstreifen zur Radartäuschung, die schließlich von der Royal Air Force auch eingesetzt wurden. Er erfand auch eine modifizierte Form dieser Täuschungsstrategie, um am Tag der Invasion in der Normandie auf dem Radar der Wehrmacht eine zweite Invasionsflotte vorzutäuschen. Darüber hinaus wies er die Gefährlichkeit des Passivradars Monica aufgrund eines darauf eingestellten erbeuteten deutschen Detektors Flensburg nach, woraufhin die Verwendung von Monica in britischen Bombern gestoppt wurde.